# Turbidimetría

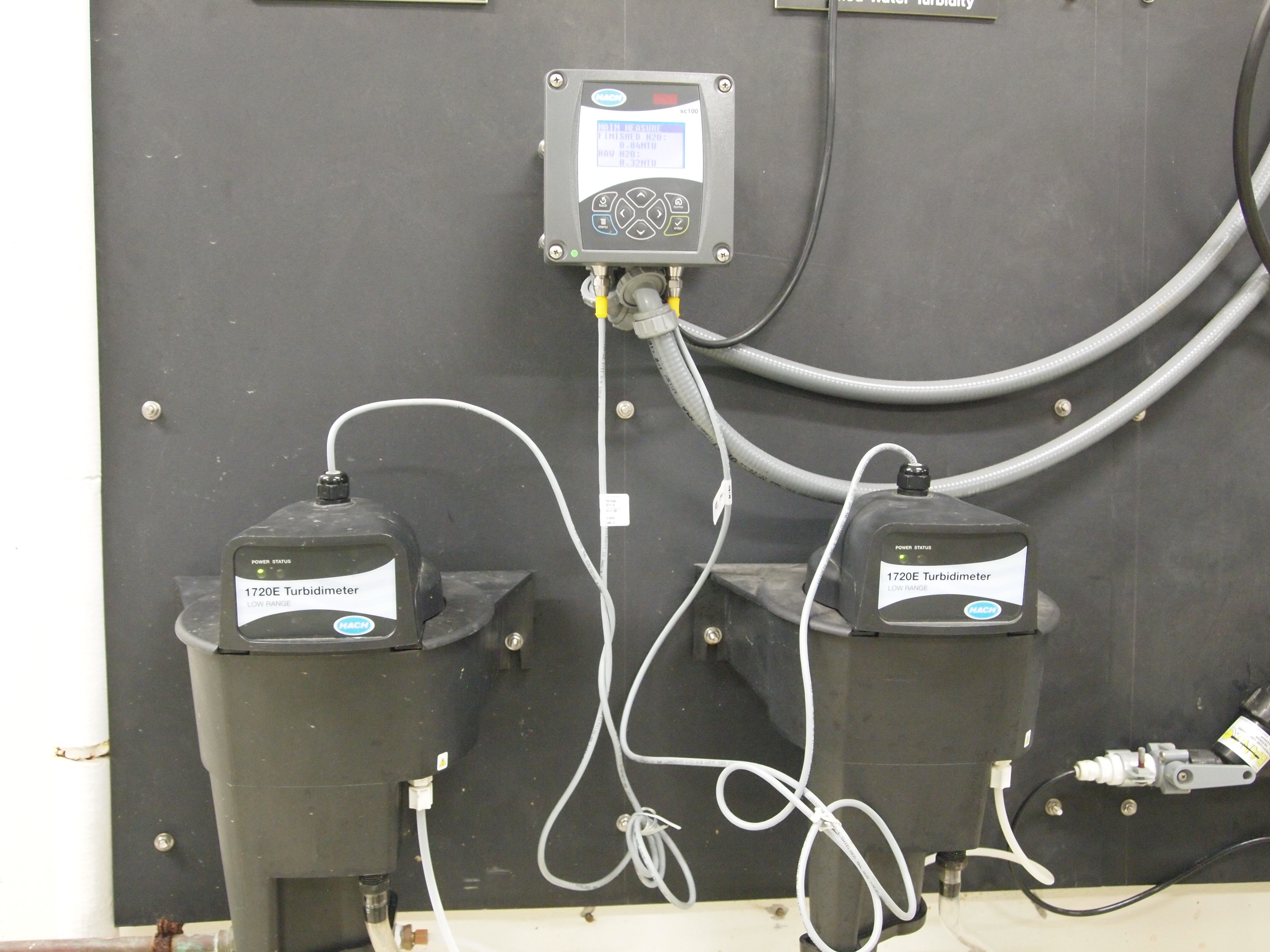
Turbidímetros utilizados en una planta de purificación de agua para medir la cualidad turbia del agua cruda y del agua clara después de la filtración.

La turbidimetría (nombre que deriva de turbidez)  es una técnica analítica utilizada para medir la pérdida de intensidad de la luz trasmitida a través de una suspensión de partículas en el seno de un líquido. Debido a los procesos de dispersión, parte de la radiación lumínica que atraviesa la suspensión es reflejada en todas las direcciones, por lo que no llega al detector, colocado en el extremo opuesto al punto de entrada. La medida se hace con un aparato denominado turbidímetro que básicamente consiste en un colorímetro de absorción o un espectrofotómetro sencillo, que no requiere sistemas sofisticados de selección de longitud de onda, siendo suficiente, por lo general, un sistema de filtros. En el proceso de medida, la luz pasa a través de un filtro que elimina las radiaciones del espectro electromagnético que pudieran ser absorbidas por el líquido que contiene la suspensión, pasando, seguidamente, a través de una cubeta que contiene la muestra en suspensión. Una célula fotoeléctrica o cualquier otro dispositivo de detección de radiación visible, recoge la luz que pasa a través de la cubeta. La diferencia entre la intensidad de luz entrante y la saliente que llega al detector está relacionada con la turbidez del líquido.
La turbidimetría se utiliza en el análisis químico, bioquímico y medioambiental. También se puede usar en biología para estimar el número de células en una solución (conteo celular indirecto).

## Fundamento
En la turbidimetría se mide la porción luz que nos es trasmitida a través de un líquido que contiene materia en suspensión. Las partículas en suspensión dispersan parte de la radiación incidente, por lo que solo una parte de esta alcanza al detector, que se encuentra en el lado opuesto de la fuente. En otras palabras, la turbidimetría mide la transmitancia del haz de luz primario. Llamando T a la transmitancia, esta se expresa matemáticamente como
{\displaystyle T={\frac {I}{I_{0}}}}
donde I0 es la intensidad de radicación luminosa incidente e I, la intensidad de la radiación luminosa que alcanza al detector tras pasar por la cubeta que contiene la muestra. La radiación trasmitida se relaciona con la cantidad de partículas en suspensión que se encuentran en un volumen dado de disolvente, C, mediante una ecuación análoga a la ley de Beer:
{\displaystyle S=log{\frac {I_{0}}{I}}=k\cdot b\cdot C}
es decir, la porción de radiación dispersada es igual al logaritmo decimal inverso de la transmitancia y depende de una constante de proporcionalidad, k, de la longitud del camino óptico que recorre el haz de luz, b y de la cantidad de partículas en suspensión por unidad de volumen, C. Como puede ocurrir que parte de la radiación no trasmitida sea por absorción de sustancias disueltas, es muy importante que en las medidas turbidimétricas se utilicen longitudes de onda a la que la muestra presente la mínima absorción posible. En muestras coloreadas es necesario elegir la longitud de onda correspondiente a la luz del mismo color. En muestras en las que el disolvente, o la fracción de sustancias disueltas no presentan color, la elección de la luz incidente suele ser la correspondiente al rojo o si el instrumento lo permite, al infrarrojo cercano (750 - 850 nm) ya que estas frecuencias son las menos absorbidas por la materia disuelta o por los disolventes habituales en el laboratorio (agua, alcoholes, etc.).

## Inmunoturbidimetría
La inmunoturbidimetría es una herramienta importante en el amplio campo del diagnóstico de la química clínica. Se utiliza para determinar proteínas séricas no detectables con los métodos de química clínica clásica. La inmunoturbidimetría utiliza la reacción clásica antígeno-anticuerpo. Los complejos antígeno-anticuerpo son partículas que pueden detectarse ópticamente con un fotómetro. 